# Vdovstvo Karoline Žašler
Pour plus de détails, voir Fiche technique et Distribution.
Vdovstvo Karoline Žašler est un film yougoslave réalisé par Matjaž Klopčič, sorti en 1976.

## Synopsis
Karolina Žašler trompe son mari avec un jeune homme, ce qui finit par se savoir dans le village. Son mari, M. Žašler se suicide.

## Fiche technique
- Titre : Vdovstvo Karoline Žašler
- Réalisation : Matjaž Klopčič
- Scénario : Matjaž Klopčič et Tone Partljic
- Photographie : Tomislav Pinter (hr)
- Montage : Darinka Persin
- Société de production : Viba Film
- Pays :  Yougoslavie
- Genre : Comédie dramatique
- Durée : 109 minutes
- Date de sortie : 
  - Yougoslavie : 16 novembre 1976

## Distribution
- Milena Zupancic : Karolina Žašler
- Miranda Caharija : la femme de Korl
- Marjeta Gregorač : Anica
- Milena Muhič : Filomena
- Zlatko Šugman : Prunk
- Polde Bibič : Žašler
- Boris Cavazza : Tenor
- Anton Petje : Korl
- Dare Ulaga : Gabrijel

## Distinctions
Le film a été présenté en sélection officielle en compétition lors de Berlinale 1977.